# 下北山村
下北山村（日语：／ Shimokitayama mura */?）是位於日本奈良縣南部吉野地區的行政區劃。轄區位於山區內，西側為大峰山脈，熊野川的支流北山川自北往南穿過轄內。

## 人口
| 下北山村人口分布圖 |                                                 |  |
| 下北山村與日本全國年齡別人口分布比較圖 （2005年資料） | 下北山村的年齡、男女別人口分布圖 （2005年資料） |  |
| ■紫色是下北山村 ■綠色是全国 | ■藍色是男性 ■紅色是女性                         |  |
| 下北山村人口變化 \| 1970年 \| 2,360人 \| \| \| 1975年 \| 2,051人 \| \| \| 1980年 \| 1,800人 \| \| \| 1985年 \| 1,589人 \| \| \| 1990年 \| 1,514人 \| \| \| 1995年 \| 1,370人 \| \| \| 2000年 \| 1,292人 \| \| \| 2005年 \| 1,212人 \| \| \| 2010年 \| 1,039人 \| \| \| 2015年 \| 895人 \| \| \| 2020年 \| 753人 \| \| |                                                 |  |
| 資料來源：日本總務省統計中心提供之人口普查數據 |                                                 |  |
| 1970年 | 2,360人                                         |  |
| 1975年 | 2,051人                                         |  |
| 1980年 | 1,800人                                         |  |
| 1985年 | 1,589人                                         |  |
| 1990年 | 1,514人                                         |  |
| 1995年 | 1,370人                                         |  |
| 2000年 | 1,292人                                         |  |
| 2005年 | 1,212人                                         |  |
| 2010年 | 1,039人                                         |  |
| 2015年 | 895人                                           |  |
| 2020年 | 753人                                           |  |

## 歷史
江戶時代和現在的上北山村、和歌山縣北山村一同屬於「北山鄉」，但由於此處正好處於紀伊國和大和國之間長期未確定分界的地方，直到17世紀才確認以果無山脈到玉置山的連線為界，本地因為位於此線以北而確認歸屬大和國的幕府直屬領地。此後此地劃設北山鄉下組，1889年日本實施町村制，原屬北山鄉下組的區域被劃為下北山村。

## 交通
村內對外交通依賴南部地區聯合社區巴士－悠遊巴士（ゆうゆうバス）所經營的客運路線往返位於大淀町的下市口車站；村內區域則有下北山村營巴士，同時下北山村營巴士也可以連結至南側的北山村，在轉乘車北山村的北山村營巴士至位於熊野市的熊野市車站。

## 觀光資源
位於轄內西部有沿著大峯山脈的修驗道修行道路－大峯奥駈道，除了屬於吉野熊野國立公園，現也被列為世界遺產紀伊山地的聖地及朝聖路的一個項目。

## 姊妹、友好城市

### 日本
- 東大阪市（大阪府）

## 外部連結
- （日語） 下北山村的Facebook專頁
- （日語） YouTube上的下北山村頻道